# Ібал-пі'ел I
Ібал-пі'ел I (*д/н — 1863 до н. е.) — енсі міста-держави Ешнунна близько 1880/1875—1863 років до н. е.

## Життєпис
Походив з роду аморейських вождів, що перебували в союзі або на службі енсі Ешнунни. За невідомих обставин повалив енсі Варассу, захопивши трон. Спирався на військову потугу амореїв та союз з гірськими племенами туруккенів. Водночас домігся прихильності жрецтва, активно здійнюючи дарунки храму Тішпака в Ешнунні.
Зумів стабілізувати ситуацію в державі, що сприяло посиленню військової і економічної потуги. В результаті помер своєю смертю на відміну від попередників. Йому спадкував син Іпік-Адад II.